# Hannah Herzsprung
Hannah Herzsprung est une actrice allemande, née à Hambourg le 7 septembre 1981.

## Biographie
Hannah Herzsprung est née le 7 septembre 1981 à Hambourg, Allemagne.
Ses parents sont les acteurs Bernd Herzsprung et Barbara Herzsprung. Elle a une sœur, Sarah Lena Herzsprung.

## Filmographie

### Cinéma

#### Longs métrages
- 2006 : Quatre Minutes (Vier Minuten) de Chris Kraus : Jenny
- 2006 : Boum ! (Das wahre Leben) d'Alain Gsponer : Florina Krüger
- 2008 : La Bande à Baader (Der Baader Meinhof Komplex) d'Uli Edel : Susanne Albrecht
- 2008 : Berlin, 1er mai (1. Mai) de Sven Taddicken, Jan-Christoph Glaser, Carsten Ludwig et Jakob Ziemnicki : Ratte
- 2008 : 10 secondes jusqu'au crash (10 Sekunden) de Nicolai Rohde : Daniela
- 2009 : The Reader de Stephen Daldry : Julia
- 2009 : Vision - Aus dem Leben der Hildegard von Bingen de Margarethe von Trotta : Richardis de Stade
- 2009 : Vic le Viking (Wickie und die starken Männer) de Michael Herbig : Une blanchisseuse
- 2009 : Pink de Rudolf Thome : Pink
- 2009 : Lila, Lila d'Alain Gsponer : Marie
- 2010 : Habermann de Juraj Herz : Jana Habermann
- 2012 : Un témoin pour cible (Schutzengel) de Til Schweiger : Helena
- 2012 : Ludwig II. de Marie Noëlle et Peter Sehr : Élisabeth d'Autriche
- 2012 : Fuite à travers l'Himalaya (Wie zwischen Himmel und Erde) de Maria Blumencron : Johanna
- 2012 : Hell de Tim Fehlbaum : Marie
- 2013 : Der Geschmack von Apfelkernen de Vivian Naefe : Iris
- 2014 : Les Sœurs bien-aimées (Die geliebten Schwestern) de Dominik Graf : Caroline von Beulwitz
- 2014 : Who Am I : Kein System ist sicher de Baran bo Odar : Marie
- 2015 : Traumfrauen d'Anika Decker : Leni Reimann
- 2016 : Les Fleurs fanées (Die Blumen von gestern) de Chris Kraus : Hannah Blumen
- 2017 : Everything Is Wonderful de Pia Mechler et Stephanie Angel : La sœur de Lena
- 2018 : Steig. Nicht. Aus! de Christian Alvart : Pia Zach
- 2018 : Dreigroschenfilm de Joachim Lang : Carola Neher / Polly
- 2019 : Sweethearts de Karoline Herfurth : Mel
- 2021 : Der Boandlkramer und die ewige Liebe de Joseph Vilsmaier : Gefi
- 2021 : Mein Sohn de Lena Stahl : Sarah
- 2021 : Monte Verità de Stefan Jäger : Lotte Hattemer
- 2022 : Wolke unterm Dach d'Alain Gsponer : Julia

#### Courts métrages
- 2004 : The Love I Stole de Daniel Ponath : Anna
- 2005 : Solo de Burkhard Feige : Laura
- 2011 : Pärchenabend d'Hardi Sturm : Adele

### Télévision

#### Séries télévisées
- 1998 - 1999 : Cinq sur 5 ! (Aus heiterem Himmel) : Miriam Pauly
- 1999 : Freunde fürs Leben : Constanze Mehring
- 2000 : Soko brigade des stups (Soko München) : Marie Steiger
- 2000 : Für alle Fälle Stefanie : Dunja Liesing
- 2002 : Brigade du crime (SOKO Leipzig) : Jessica Gerold
- 2004 / 2007 : College Party : Vera
- 2005 : En quête de preuves (Im Namen des Gesetzes) : Yvonne Blanbach
- 2006 : Stolberg : Martin Diehl
- 2006 : Das Duo : Christy Altenberg
- 2007 : Division criminelle (SOKO Köln) : Tara Kampe
- 2008 : Commissaire Brunetti (Donna Leon) : Antonia
- 2010 / 2013 : Weissensee : Julia Hausmann
- 2011 - 2013 : H+ : Manta
- 2016 : Die Dasslers : Friedl Dassler
- 2017 - 2022 : Babylon Berlin : Helga Rath
- 2018 : Dogs of Berlin : Trinity Somers

#### Téléfilms
- 2008 : Liesl Karlstadt & Karl Valentin de Jo Baier : Liesl Karlstadt
- 2008 : Werther d'Uwe Janson : Lotte
- 2010 : Aghet : 1915, le génocide arménien (Aghet – Ein Völkermord) d'Eric Friedler : Tagouhi Antonian
- 2017 : Verräter de Francis Meletzky : Nina